# De stad (Strindberg)
De stad (Zweeds: Staden) is een schilderij van de Zweedse schrijver en kunstschilder August Strindberg uit 1903, olieverf op doek, 94,5 × 53 centimeter groot. Afgebeeld wordt een stormachtig kustlandschap met een stad aan de horizon. Het werk bevindt zich in de collectie van het Nationalmuseum te Stockholm.

## Context
Strindberg was op de eerste plaats schrijver, vooral van toneelstukken, die vaak handelden over heftige en pijnlijke situaties binnen een huwelijk. Strindberg worstelde vaak met zijn geestelijke gezondheid. Vaak was hij depressief, met manische perioden, en dat weerspiegelde zich in zijn literaire werk.
Naast het schrijven hield Strindberg zich ook bezig met alchemie, fotografie en kunstschilderen. In zijn autobiografie De zoon van een dienstbode beschrijft hij hoe schilderen hem uitzonderlijke geluksmomenten kon geven, "alsof ik hasjiesj had gebruikt". Hoewel Strindberg in zijn tijd vond Strindberg weinig weerklank vond voor zijn schilderwerk, bleef hij er altijd mee doorgaan omdat hij het een belangrijk uitdrukkingsmiddel achtte van zijn persoonlijkheid. Tegenwoordig worden zijn werken gerekend tot de beste Scandinavische werken van rond 1900 en vertegenwoordigen ze miljoenenwaardes.

## Afbeelding
In de periode dat De stad schreef Strindberg weinig, maar was hij zeer productief als kunstschilder. Zijn huwelijk met actrice Harriet Bosse stond onder grote spanning en het ging slecht met zijn psychische gezondheid. Hij vertoonde extreme neigingen tot introspectie en verviel bij vlagen in manie en psychoses. Dit weerspiegelt zich in het stormachtige landschap van het schilderij, alsook in een aantal andere vergelijkbare werken die hij tussen 1901 en 1904 maakte. Het schilderen van stormen was voor hem een manier om om te gaan met zijn emoties.
De stad toont Strindbergs geboortestad Stockholm, ingeklemd tussen een wilde donkere zee en een onheilspellende, stormachtige lucht. De stad lijkt bijna te drijven op het water, als een fata morgana, een lichtpuntje aan de horizon, zwijgend, te midden van grote onrust. Het drukt een gevoel van afstandelijkheid uit, alsof ze niets met de stormachtige omgeving te maken heeft. De stad is te zien als een symbool van beschaving dat stand houdt tegen de ontembare krachten van de natuur. Voor Strindberg drukte het zijn gevoel uit dat hij de innerlijke rust alleen in zichzelf kon hervinden.
Waar Strindberg als literator vooral naam maakte als naturalist, is de uitwerking van De stad verre van realistisch te noemen, eerder expressionistisch. Met een beperkt donker kleurenpalet slaat hij druk aan het mengen en brengt de verf energiek aan op het doek, vrijwel zonder borstels (enkel bij de schildering van de stad aan de horizon gebruikte hij penselen), maar vooral met zijn vingers en paletmessen. Doorgaans maakte hij dit soort werken op een en dezelfde dag, soms zelfs binnen enkele uren.
Kort na zijn echtscheiding van Harriet Bosse in 1904 zou Strindberg plotseling en definitief geheel stoppen met schilderen.

## Andere werken van Strindberg

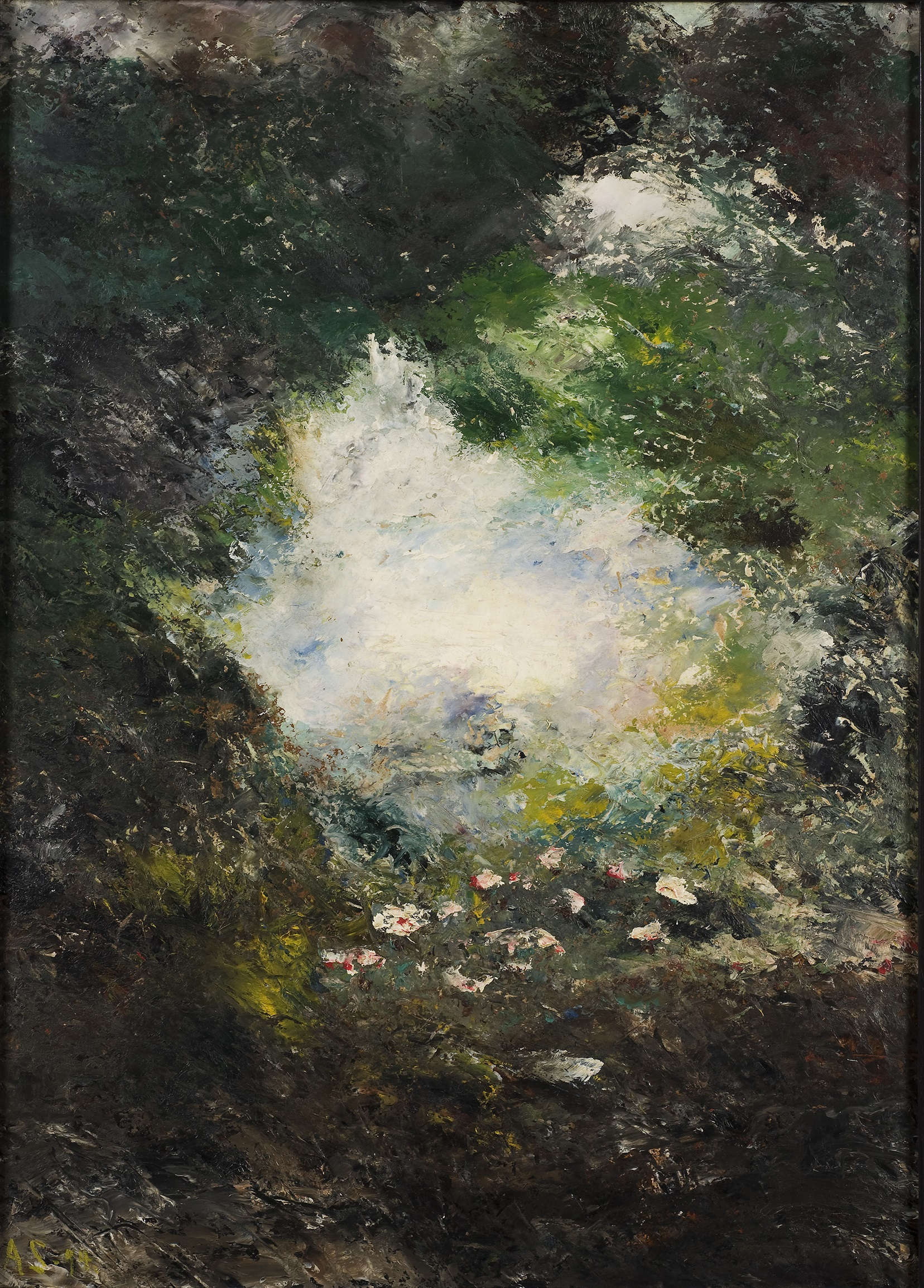
Wonderland (1894)
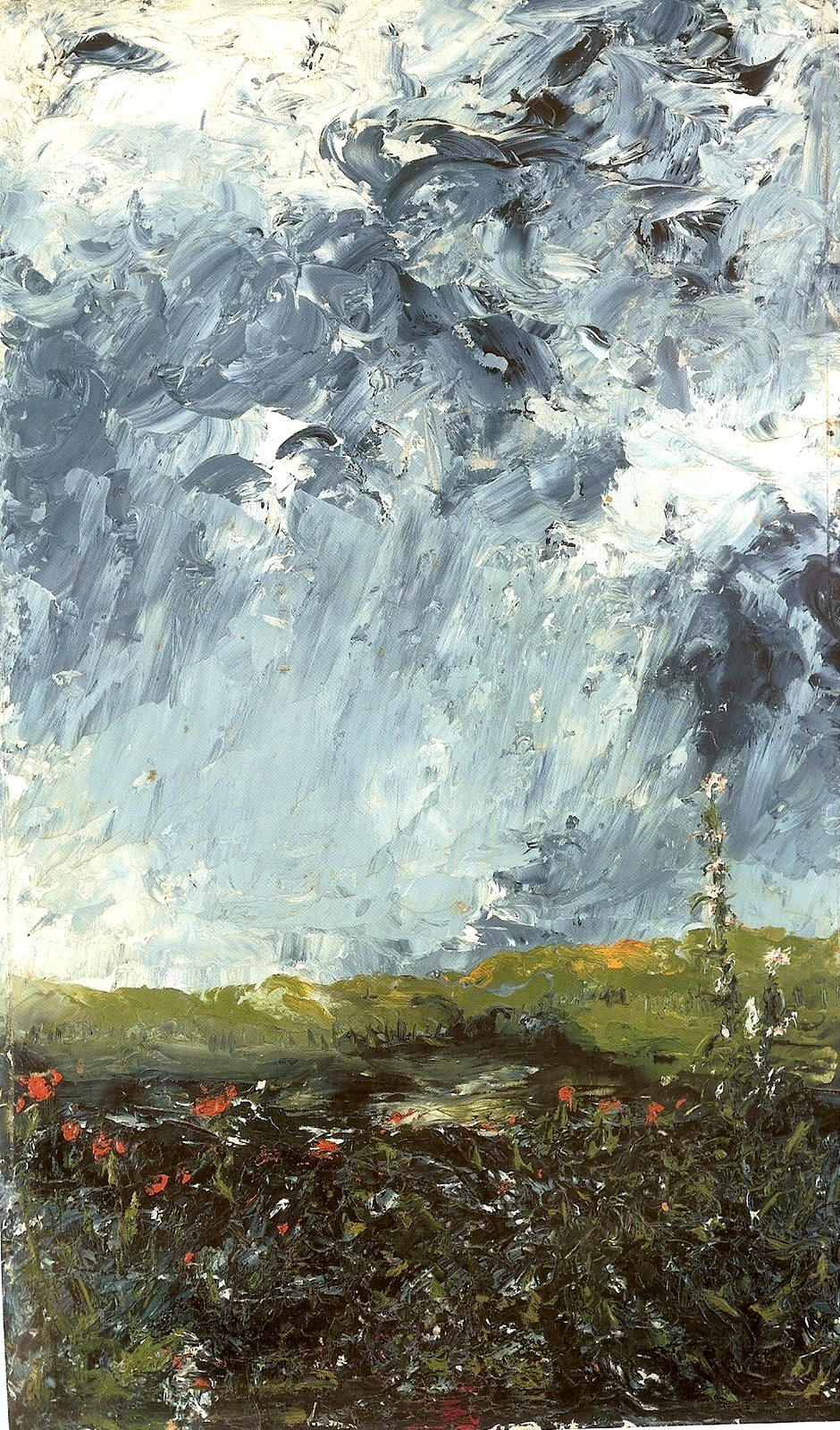
Bloemen van het moeras (1901)
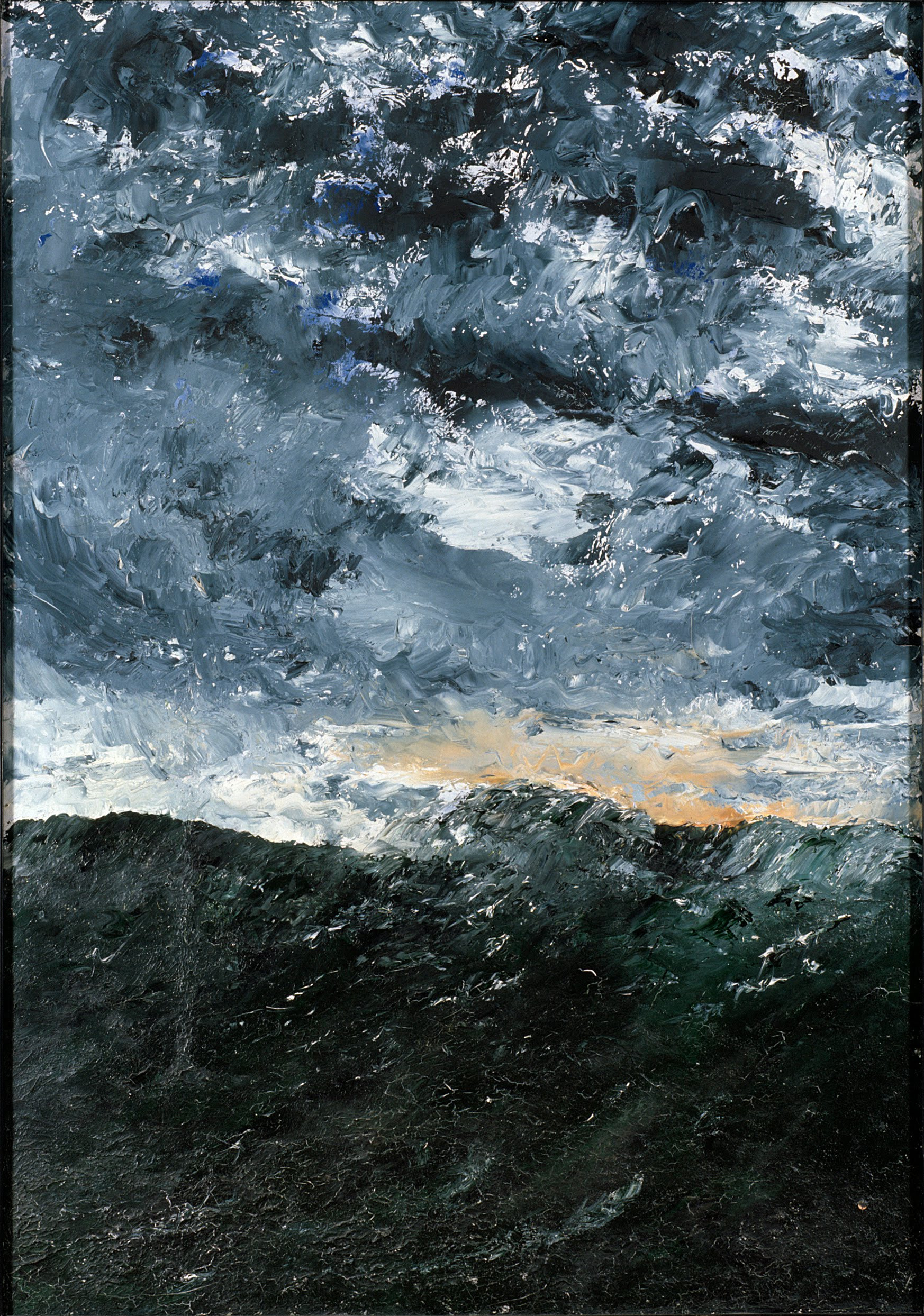
Golf VIII (1902)
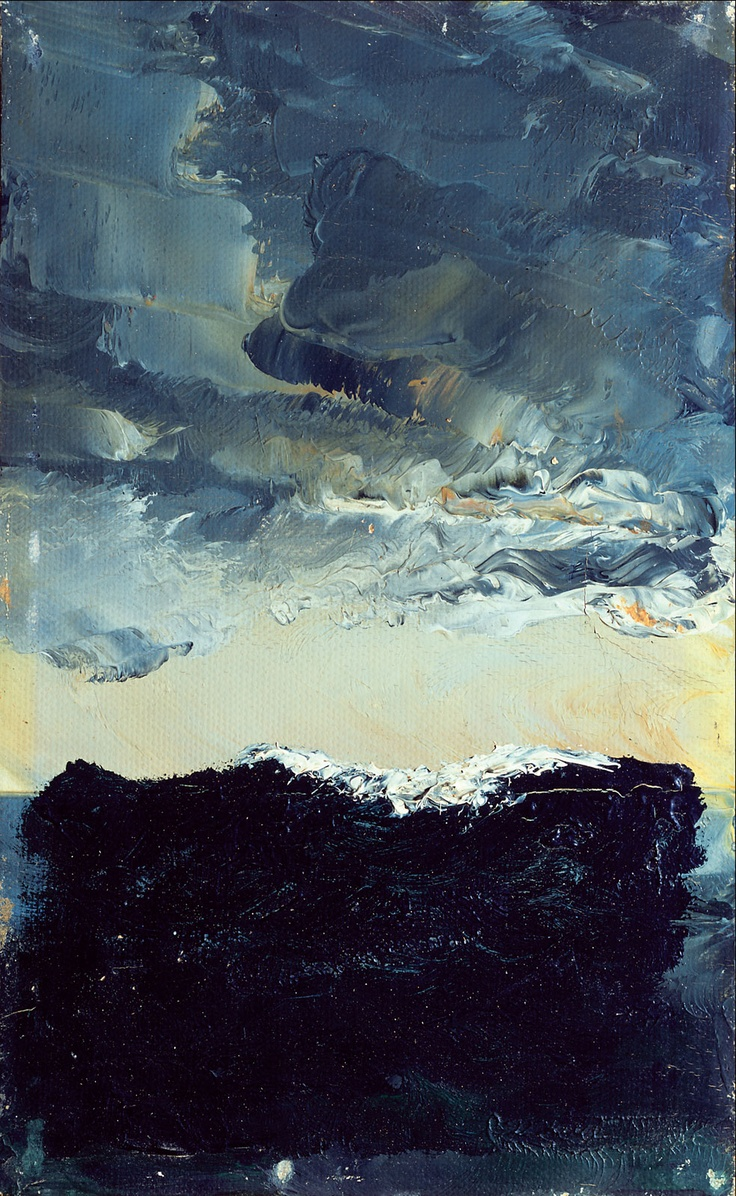
Golf IX (1903)